# Lucas Mahias

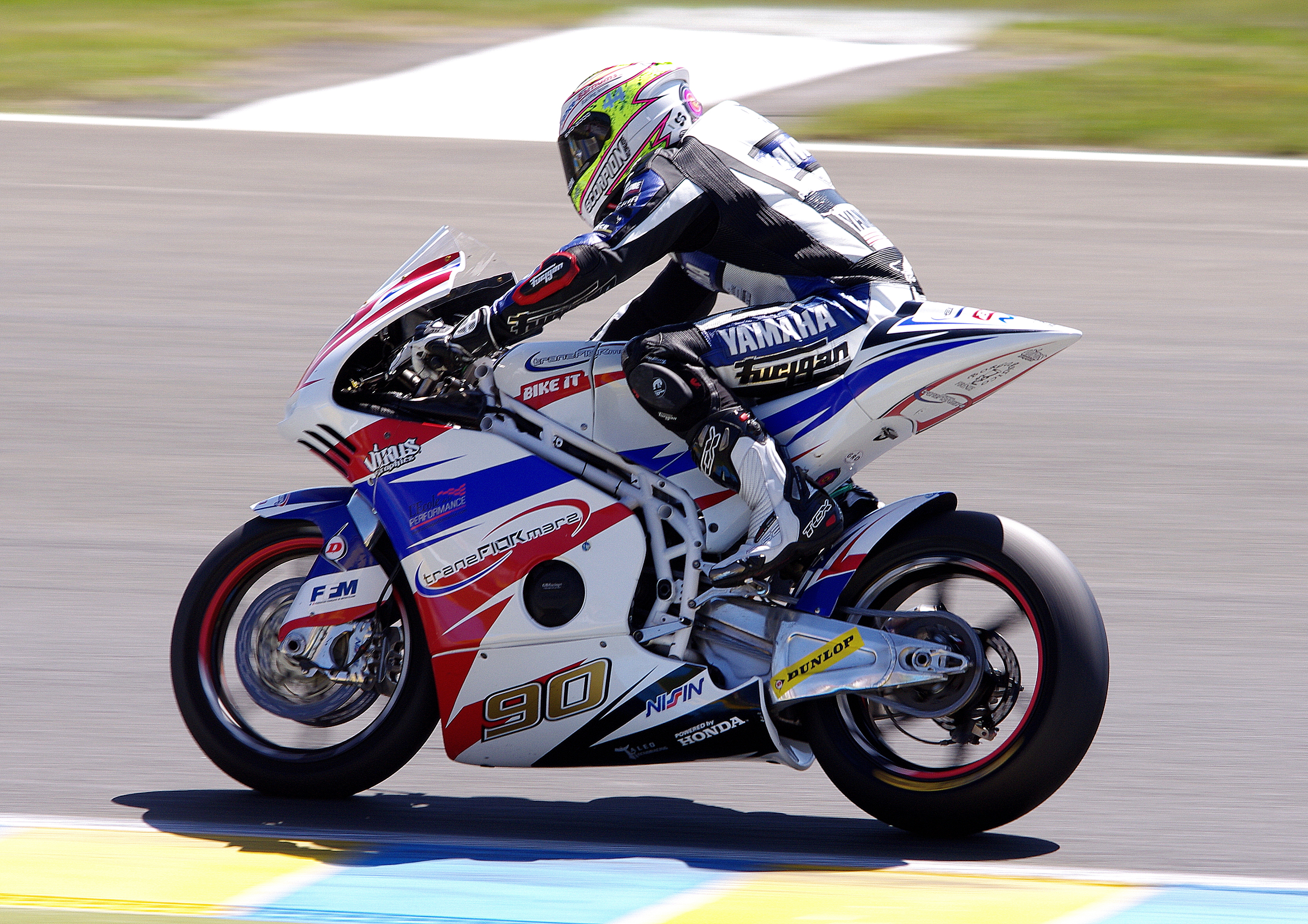
Lucas Mahias tijdens de Grand Prix-wegrace van Frankrijk 2014.

Lucas Mahias (Mont-de-Marsan, 14 april 1989) is een Frans motorcoureur. In 2017 werd hij kampioen in het wereldkampioenschap Supersport.

## Carrière
In 2011 kwam Mahias uit in zowel het Spaans als het Duits kampioenschap wegrace. In 2013 debuteerde hij in de Moto2-klasse van het wereldkampioenschap wegrace op een Transfiormers als wildcardcoureur in de Grand Prix van Tsjechië en finishte de race op plaats 22. Tevens reed hij in de seizoensfinale in Valencia op een Tech 3 als vervanger van de geblesseerde Danny Kent, waarin hij op plaats 24 finishte.
In 2014 won Mahias het Frans kampioenschap Supersport, waarin hij alle twaalf races won. Tevens reed hij dat jaar opnieuw als wildcardcoureur in het WK Moto2 op een Transfiormers in de Grands Prix van Frankrijk, Tsjechië en Valencia, waarin een achttiende plaats in Frankrijk zijn beste resultaat was. Aan het eind van dat jaar debuteerde hij in het wereldkampioenschap Supersport op een Yamaha als wildcardcoureur tijdens de races op het Circuit Magny-Cours en het Losail International Circuit, waarin hij in de laatste race vierde werd.
In 2015 debuteerde Mahias als fulltime coureur in het WK Supersport op een Kawasaki. Na zes races, waarin hij slechts tweemaal aan de finish kwam, verliet hij het team. Voor de laatste drie races van het seizoen keerde hij terug als wildcardcoureur op een Yamaha en behaalde hij een podiumplaats op het Circuit Magny-Cours. Met 51 punten werd hij twaalfde in het kampioenschap. Tevens reed hij dat jaar opnieuw in de seizoensfinale in Valencia van de Moto2-klasse van het WK wegrace op een Transfiormers, maar hierin kwam hij niet aan de finish.
In 2016 kwam Mahias uit in het FIM Endurance World Championship op een Yamaha, waarin hij twee races won op het Autódromo Internacional do Algarve en de Motorsport Arena Oschersleben. Hij werd uiteindelijk gekroond tot kampioen bij de coureurs. Tevens debuteerde hij dat jaar in het wereldkampioenschap superbike tijdens het raceweekend op het TT-Circuit Assen op een Kawasaki als vervanger van de geblesseerde Sylvain Barrier. Hij finishte de races als tiende en dertiende, waardoor hij met negen punten op plaats 25 in het klassement eindigde. Ook reed hij dat jaar drie races in de FIM Superstock 1000 Cup op een Yamaha als vervanger van achtereenvolgens Riccardo Russo en Florian Marino. Hij won de races op het Misano World Circuit Marco Simoncelli en Magny-Cours en werd tweede op het Circuito Permanente de Jerez. Hoewel hij in slechts drie van de acht races reed, werd hij vierde in het kampioenschap met 70 punten als beste Yamaha-coureur.
In 2017 keerde Mahias terug in het WK Supersport, waarin hij op een Yamaha reed. Hij won twee races op het Motorland Aragón en Losail en behaalde zes andere podiumplaatsen. Met 190 punten werd hij gekroond tot kampioen in de klasse. In 2018 won hij drie races op het Phillip Island Grand Prix Circuit, Portimão en Losail en stond hij in drie andere races op het podium. Met 185 punten werd hij achter Sandro Cortese tweede in het kampioenschap.
In 2019 maakte Mahias binnen het WK Supersport de overstap naar een Kawasaki. Hij kende een rustige start van het seizoen, maar hij stond in de laatste zes races op het podium, inclusief overwinningen op Magny-Cours en Losail. Met 168 punten werd hij achter Randy Krummenacher, Federico Caricasulo en Jules Cluzel vierde in het kampioenschap. Aan het eind van dat jaar debuteerde hij in de MotoE-klasse van het WK wegrace tijdens de races in Valencia als vervanger van de geblesseerde Niki Tuuli. Hij raakte echter zelf geblesseerd als gevolg van een crash in de vrije trainingen en hij ging niet van start in de races.
In 2020 bleef Mahias in het WK Supersport actief op een Kawasaki. Hij won aan het eind van het seizoen twee races op Magny-Cours en Portimão en stond in de rest van het seizoen zesmaal op het podium. Met 229 punten eindigde hij als tweede in het kampioenschap achter Andrea Locatelli, die op een na alle andere races won. Ook reed hij dat jaar in het raceweekend op Misano van het Italiaans kampioenschap Supersport. Hij won beide races, maar als gastcoureur kwam hij niet in aanmerking voor kampioenschapspunten.
In 2021 maakt Mahias zijn debuut als fulltime coureur in het WK superbike op een Kawasaki. Ter voorbereiding reed hij in het openingsweekend van het Italiaans kampioenschap superbike op het Circuit Mugello, waarin hij beide races won, maar opnieuw niet in aanmerking kwam voor kampioenschapspunten.